# Hi-Heel Sneakers
Hi-Heel Sneakers är en 12-bar blues-låt från 1964 av Tommy Tucker. 
Över 200 artister har spelat in "Hi-Heel Sneakers". 